# 132
Évszázadok: 1. század – 2. század – 3. század
Évtizedek: 80-as évek – 90-es évek – 100-as évek – 110-es évek – 120-as évek – 130-as évek – 140-es évek – 150-es évek – 160-as évek – 170-es évek – 180-as évek
Évek: 127 – 128 – 129 – 130 –  131 – 132 – 133 – 134 – 135 – 136 – 137

## Események

### Római Birodalom
- Caius Junius Serius Augurinust (helyettese szeptembertől C. Acilius Priscus) és Caius Trebius Sergianust (helyettese A. Cassius Arrianus) választják consulnak.
- Athénban Hadrianus császár felszenteli az elkészült Olümpiai Zeusz-templomot.
- Hadrianus megalapítja a görög városok vallási jellegű szövetségét, a Panhelléniont, amely a császár halála után hamar eljelentéktelenedik.
- A Jeruzsálem helyén alapított római colonia és Zeusz-templom miatt Simon bar Kohba vezetésével fellázadnak a zsidók.[1] A keresztény zsidók nem csatlakoznak a lázadáshoz, emiatt szakadásra kerül sor a két csoport között.
- A felkelők súlyos veszteséget okoznak a Jeruzsálemben állomásozó Legio X Fretensisnek, amely Caesareába húzódik vissza. A zsidók elfoglalják a várost és kikiáltják a függetlenségüket. Bar Kochbát sokan messiásnak tartják, aki visszaállítja a zsidó államot. A környező provinciákból erősítés érkezik, de a gerillataktikát használó zsidók jelentősen lassítják előrehaladásukat. A lázadók a Egyiptomból érkező Legio XXII Deiotarianát feltehetően teljesen megsemmisítik.

### Kína
- Csang Heng udvari csillagász távoli földrengéseket jelezni képes szeizmométert készít.

## Születések
- Caj Jung, kínai matematikus, csillagász, történetíró, kalligráfus
- Han Huan-ti, kínai császár

## Fordítás
- Ez a szócikk részben vagy egészben  a(z)   132 című francia Wikipédia-szócikk ezen változatának fordításán alapul.  Az eredeti cikk szerkesztőit annak laptörténete sorolja fel. Ez a jelzés csupán a megfogalmazás eredetét és a szerzői jogokat jelzi, nem szolgál a cikkben szereplő információk forrásmegjelöléseként.